# Байрон, Кэри
Кэри Элизабет Байрон (англ. Kari Elizabeth Byron, р. 18 декабря 1974 года, Сан-Франциско) — американская художница и телеведущая, известная своим участием в телепередаче «Разрушители мифов».

## Ранние годы
Окончила среднюю школу в Лос-Гатосе (англ. Los Gatos High School, Калифорния), после которой поступила в Университет штата в Сан-Франциско, который окончила в мае 1998 года с отличием (лат. magna cum laude), получив диплом по «Скульптуре и кино». Была вегетерианкой. Последующие несколько лет Кэри занималась многодневным пешим туризмом, в основном путешествуя по Южной Азии, включая Гималаи, а также участвовала в нескольких художественных проектах. Кроме того, она была секретным сотрудником торгового предприятия, следящим за ценами и ассортиментом «Мартини» и других фирм.

## «Разрушители мифов»
На телепередаче Кэри выступает в команде «младших разрушителей мифов » (или «подмастерий») — вместе с Тори Белечи и Грантом Имахарой, а также ассистирует основным ведущим — Адаму Сэвиджу и Джейми Хайнеману, участвуя в проверке различных городских мифов, баек и мифов. Она постоянно появлялась в мастерской Хайнемана М5 Индастриз с целью трудоустройства и, таким образом, попала на передачу. В её первый рабочий день в качестве наёмного служащего компании продюсер шоу Питер Рис и Джейми попросили Кэри помочь с проверкой мифа «вакуумный туалет»: ей было поручено сделать модель собственных ягодиц для последующего создания литейной формы (чтобы отлить модель для проверки). В связи с этим она позже шутила, что её наняли «ради задницы».
Во втором сезоне Кэри стала играть более заметную роль. Так как она не имела значимого опыта работы в индустрии развлечений, ей поначалу было непросто, но постепенно Кэри стала вести себя перед камерой более естественно и свободно.
Во второй половине сезона 2009 года ушла в декретный отпуск и была временно заменена на Джесси Комбз. В 2010 году получила собственное шоу на Science Channel — «Head Rush» («Сумасброды»).

## Художница
Изобразительное искусство и скульптура занимают значительное место в её жизни. Кэри утверждает, что каждый день своей жизни создаёт произведение искусства в той или иной форме, иначе, по её словам, она «сходит с ума». Среди её любимых материалов полимерная глина, различные найденные ею предметы, гуашь, дерево и металлы.
Фото некоторых своих работ Байрон разместила на своём сайте karibyron.com. Фотографии с её первой персональной выставки «Стрей долл» (англ. Stray Doll — «потерявшаяся игрушка»), проходившей в сентябре 2004 года в галерее Anno Domini, доступны на сайте галереи.
Она полагает, что искусство — это достаточно трудное, требующее усилий занятие, но её вдохновляет пример художников, в прошлом получавших награды в «Юго-восточном центре современного искусства» (англ. Southeastern Center for Contemporary Art, SECCA). Кэри предпочитает вдумчивых зрителей. О своём искусстве она сказала следующее:
Я создаю портреты или скульптуры, выражающие мой критический взгляд на вопросы современности. Художники, излишне подробно разъясняющие своё искусство, лишают меня, как зрителя, части впечатлений. Я стараюсь дать возможность зрителю составить своё собственное мнение о скрытом смысловом содержании произведения. Искусство становится более личностным, когда вы позволяете себе увлечься им. Я всегда объясню свои побуждения и тематику работы, если кто-нибудь спросит, но предпочитаю услышать их собственные соображения.
После успеха «Разрушителей легенд» она продолжает создавать скульптуры, но больше не выставляет их, поскольку считает, что демонстрация её внутреннего мира на художественных выставках может вызвать конфликт с популярностью «Разрушителей легенд»: зрителям будет интереснее говорить о передаче, чем о её искусстве. Также она сказала, что получает настоящее удовольствие, свободно работая только для себя в этой области.

## Примечательные выступления
- Кэри была гостем на передаче «Вечернее шоу с Дэвидом Леттерманом»[4].
- В 2006 году, вместе с другими участниками «Разрушителей легенд», участвовала в качестве гостя в игровом конвенте Gen Con в Индианаполисе, а также в много-жанровом конвенте Dragon Con в Атланте.
- В феврале 2007 года была гостем на передаче Portland Rod & Custom Show в Портленде, в марте этого же года была на I-CON в Лонг-Айленде.
- В 2006 году дала интервью, и снялась в фотосессии для известного мужского журнала FHM[8][9]. В 2007 и 2008 годах она была удостоена 69-го и 68-е места, соответственно, в ежегодном списке FHM «100 самых сексуальных женщин в мире».[10][11]

## Личная жизнь
Замужем за Полом Урихом. 28 июня 2009 родила дочь Стеллу Руби. Из-за этого Кэри временно покидала проект "Разрушители Легенд".
Кэри Байрон — пескетарианка и атеистка,
Страдает мизофобией.